# Ivan Vidav
Ivan Vidav [ívan vidáv-], slovenski matematik, zaslužni profesor Univerze v Ljubljani in avtor učbenikov, član SAZU, * 17. januar 1918, Opčine pri Trstu, Avstro-Ogrska (sedaj Italija), † 6. oktober 2015.
Vidav je predsedoval Društvu matematikov, fizikov in astronomov Slovenije v letih 1951–1953. 17. oktobra 1958 je postal izredni, 21. decembra 1962 pa redni član Slovenske akademije znanosti in umetnosti. Od leta 1988 je bil častni član DMFA. Največ je raziskoval na področju diferencialnih enačb, funkcionalne analize in algebre.

## Življenje in delo
Osnovno šolo je obiskoval v Krčevini pri Mariboru, klasično gimnazijo pa v Mariboru. Po maturi leta 1937 se je vpisal na Filozofsko fakulteto Univerze v Ljubljani, kjer je študiral matematiko. Diplomiral je aprila leta 1941, maja istega leta pa je bil že promoviran za doktorja filozofije na podlagi disertacije Kleinovi teoremi v teoriji linearnih diferencialnih enačb, pod Plemljevim mentorstvom. S tako zgodnjim doktoratom takoj po diplomi je opozoril na svojo izjemno nadarjenost za matematiko.
V študijskem letu 1941/42 je nadaljeval podoktorski študij matematike na Univerzi v Rimu kot Turnerjev štipendist. Leta 1943 je postal asistent na Filozofski fakulteti v Ljubljani, leta 1946 pa je bil imenovan za docenta za matematiko na isti fakulteti. Izredni profesor je postal leta 1949, redni pa 1953. Leta 1954 je bil na krajšem izpopolnjevanju v Parizu. V šolskem letu 1957/58 je bil dekan tedanje Naravoslovne fakultete. Dolgo vrsto let je bil predstojnik katedre oz. odseka za matematiko. 0d leta 1975 do leta 1977 je bil predstojnik VTO Matematika in mehanika na FNT. Nekaj let je bil tudi predstojnik oddelka za matematiko na Inštitutu za matematiko, fiziko in mehaniko.
Za učbenika Višja matematika I. in II. je leta 1952 prejel Prešernovo nagrado. Za delo Motene polgrupe in uporaba v transportni teoriji nevtronov je dobil leta 1970 Kidričevo nagrado. Leta 1980 je prejel nagrado AVNOJ-a, leta 1988 Žagarjevo nagrado za pedagoško delo, leta 1992 pa državno nagrado za življenjsko delo na raziskovalnem področju. Že leta 1958 je bil Vidav izvoljen za dopisnega člana SAZU, 1962 za njenega rednega člana. Profesor Vidav je bil leta 1965 odlikovan z redom dela z rdečo zastavo, leta 1974 z redom republike s srebrnim vencem in leta 1978 z redom zaslug za ljudstvo z zlato zvezdo. 
Leta 1985 se je Ivan Vidav upokojil in bil še istega leta izvoljen v naziv zaslužni profesor, ob dnevu univerze 3. decembra 1997, pa mu je Ljubljanska univerza podelila še naslov častnega doktorja. Nekaj let po upokojitvi je še predaval na dodiplomskem in podiplomskem študiju matematike. V DMFA je sodeloval od ustanovitve dalje. Bil je tudi njegov predsednik in vodja komisije za tekmovanja ter urednik društvenih glasil in njegovih knjižnih zbirk. Za častnega člana DMFA je bil imenovan 1988.

## Znanstvenoraziskovalno in pedagoško delo
Vidavov znanstveni in raziskovalni opus obsega več kot devetdeset naslovov, med katerimi je približno tretjina znanstvenih del objavljenih v revijah, ki se jih danes najde na seznamu SCI. V svojem zgodnjem raziskovalnem obdobju ob koncu štiridesetih in v začetku petdesetih let se je pod vplivom Plemlja ukvarjal predvsem s problemi iz klasične analize. Zaradi zaprtosti tedanjega sistema je v tem času objavljal predvsem v jugoslovanskih znanstvenih revijah. Tako so nekatera njegova pomembna dela izšla kot Razprave Slovenske akademije znanosti in umetnosti v Ljubljani ali pa v revijah kot je Bulletin de la Socciete des maathemnaticiens et physiciens de la R. P. de Serbie v Beogradu. V tem obdobju je študiral linearne diferencialne enačbe, med njegovimi najbolj vidnimi rezultati pa so rešitve nekaterih Kleinovih problemov z več singularnimi točkami.
Sredi petdesetih let je svojo glavno pozornost usmeril v probleme funkcionalne analize, matematične teorije, ki je bila v tistem času v velikem razcvetu. Takrat je začel tudi čedalje več objavljati v tujini. Med uglednimi revijami, v katerih so tedaj izhajala njegova dela, so tudi Comptes rendus hebdomadaires des séances de l'Académie des sciences (Pariz) in Mathematische Zeitschrift (Berlin). Za to njegovo obdobje je pri pisanju razprav značilna čedalje pogostejša uporaba nemškega in  pozneje angleškega jezika namesto francoskega. Z vsebinskega stališča je to njegovo obdobje vse tja do sredine šestdesetih let zaznamovalo več izjemno pomembnih del, s katerimi je zaslovel po vsem svetu. Med temi velja še posebej omeniti razpravo Eine metrische Kennzeichnung der selbstadjungierten Operatoren, ki je izšla v Mathematische Zeitscirft leta 1956. To, samo osem strani obsegajoče delo, je postalo eden od osnovnih gradnikov današnjega znanja v funkcionalni analizi, znamenita »Vidavova karakterizacija hermitskih elementov« pa je postala sestavni del vsake pomembnejše monografije in celo vsakega učbenika s tega področja. Zato ni čudno, da se najde kar 51 navedkov tega dela na seznamu SCI, ki je začel izhajati šele pet let po njegovi objavi. To delo pomeni začetek obsežnega opusa s področja teorije Hilbertovih prostorov in C*-algeber. Sem sodijo razprave, ki se  ukvarjajo z aksiomatiko Hilbertovih prostorov, s konstrukcijo pozitivnih funkcionalov ter s karakterizacijami C*-algeber. Izmed slednjih velja poudariti članka On some *-regular rings ter Sur un systeme d'axiomes caracterisant les algebres C*, ki sta izšla v tedanjih jugoslovanskih revijah in bila dokaj odmevna. V teh in drugih delih je Vidav izdelal karakterizacijo teh algeber izmed vseh Banachovih algeber. Do podobnih spoznanj je približno v istem času prišel neodvisno tudi ameriški matematik Palmer. Njun rezultat je dandanes splošno znan pod imenom Vidav-Palmerjev izrek. Mnogi strokovnjaki s tega področja so prepričani, da je to prav najgloblji rezultat Vidavovega delovanja.
V tretjem obdobju svojega znanstvenega delovanja nekje od srede šestdesetih let se je ukvarjal z aplikacijami funkcionalne analize v različne smeri. Ena najbolj odmevnih je bila uporaba teorije krepko zveznih parametričnih polgrup pri reševanju nekaterih fizikalnih enačb kot je na primer Boltzmanova enačba. Tu velja omeniti njegov uradno največkrat navedeni članek Existence and uniqueness of nonnegative eigenfunctions of the Boltzman operator, ki ima 79 navedkov, potem Spectra of perturbed semigroups with applications to transport theory, ki jih ima 29, ter On the spectrum of the relaxation lengths of neutron distributions in a moderator (skupaj s Kuščerjem), ki jih ima 20. Ti trije članki so izšli v ameriški reviji Journal of Mathematical Analysis and Applications.
Četrto obdobje njegovega delovanja v sedemdesetih letih je zaznamovano z veliko širino, ki jo dosega tudi s pomočjo svojih učencev, pa čeprav je njegovo delo še vedno tesno povezano s funkcionalno analizo. Omeni se naj teorijo analitičnih funkcij z vrednostimi v normiranih prostorih. Vidav je veliko prispeval, predvsem v sodelovanju z Globevnikom. Poleg tega se je v tem času posvečal tudi problemom operatorske teorije ter nekaterim mejnim problemom med funkcionalno analizo in algebro. 
V osemdesetih letih se ni več posvečal vrhunskim znanstvenim prizadevanjem ampak strokovnemu delu na področju teorije števil in geometrije.
Vidavovo pedagoško delo je bilo izredno raznoliko in nadvse kakovostno. S svojimi predavanji matematikom in tehnikom, ki so se vedno odlikovala tako po matematični strogosti kot tudi po nazornosti in razumljivosti, je bil vzor mnogim generacijam sedanjih učiteljev matematike na univerzi in v srednjih šolah. Na začetku univerzitetne kariere je s svojim proseminarjem opravljal nadvse odgovorno nalogo izbire kandidatov za bodoče matematike. V višjih letnikih matematike je več let imel triletni cikel predavanj: uvod v infinitenzimalni račun, analitična in projektivna geometrija ter diferencialna geometrija. Nekaj let je predaval predmeta višja matematika I in II za vse matematike, naravoslovce in tehnike. Pozneje je predaval samo za matematike predmete analiza I in II,  diferencialne enačbe, funkcionalna analiza, teorija analitičnih funkcij, algebra, projektivna geometrija in diferencialna geometrija. Opus Vidavovih predavanj kaže na njegovo izredno matematično širino. Vidav je tudi začetnik podiplomskega študija matematike na Univerzi v Ljubljani. Sprva so bila to njegova neformalna predavanja v okviru podiplomskih seminarjev, pozneje pa predavanja iz funkcionalne analize in algebre v okviru rednega podiplomskega študija.
Vidav ni bil samo izvrsten predavatelj, ampak je svojo pedagoško nadarjenost dokazoval tudi z izdajo številnih učbenikov. Učbenika Višja matematika I in II, ki sta bila sicer napisana po Plemljevih predavanjih, sta bila mnoga leta edino gradivo za študij višje matematike vsem študentom ljubljanske univerze. Vanju je Vidav vnesel svoj odnos do matematike: idealno kombinacijo matematične strogosti in nazornosti. Pozneje je skupaj s sodelavci izdal trilogijo Višja matematika I, II in III. Napisal je tudi več učbenikov po drugih svojih predavanjih, od katerih so najpomembnejši Algebra, Afina in projektivna geometrija, Banachove algebre, Uvod v teorijo C*-algeber in Diferencialna geometrija v prostoru. Tudi za svoja številna predavanja na podiplomskem študiju je napisal ustrezna besedila.

## Dela

### Knjige
1. Kleinovi teoremi v teoriji linearnih diferencialnih enačb (Kleinsche Theoreme in der Theorie der linearen Differentialgleichungen), Ljubljana: AZU, 1941, str. 63, COBISS 3666521
2. Višja matematika 1.del, Ljubljana: DZS, 1949, str. 530, COBISS 7995141
3. Višja matematika 2.del, Ljubljana: DZS, 1951, str. 442, COBISS 610817
4. Rešeni in nerešeni problemi matematike, Ljubljana: Mladinska knjiga, 1959, str. 121, COBISS 1519617
5. Višja matematika I., Ljubljana, DZS 1961.
6. Algebra, Ljubljana, Mladinska knjiga 1961.
7. Števila in matematične teorije, Ljubljana, Mladinska knjiga 1965.
8. Grupe v geometriji, Ljubljana, Seminar DMFA 1970.
9. O kategorijah in algebrski K-teoriji, Ljubljana, IMFM 1971.
10. Josip Plemelj, Ob stoletnici rojstva, Ljubljana, DZS 1973.
11. Grupe K0, K1 in K2, Ljubljana, IMFM 1974.
12. Višja matematika II. (več avtorjev), Ljubljana, DZS 1975.
13. Afina in projektivna geometrija, definicije, izreki in naloge, Ljubljana, DMFA 1976.
14. Višja matematika III. (več avtorjev), Ljubljana, DZS 1976.
15. Banachove algebre, Ljubljana, DMFA 1978.
16. Uvod v teorijo C*-algeber, Ljubljana, DMFA 1979.
17. Afina in projektivna geometrija, Ljubljana, DMFA 1981
18. Linearni operatorji v Banachovih prostorih, Ljubljana, DMFA 1981.
19. Josip Plemelj, Ob dvajsetletnici smrti, Ljubljana, DMFA 1987.
20. Diferencialna geometrija, Ljubljana, DMFA 1989.
21. Vidav, Ivan; Križanič, France (1991), Navadne diferencialne enačbe ; Parcialne diferencialne enačbe. Variacijski račun, Ljubljana: DMFA, COBISS 29551617
22. Eliptične krivulje in eliptične funkcije, Ljubljana: DMFA, 1991, COBISS 27070208

### Znanstvene razprave
1. »Kleinovi teoremi pri linearnih diferencialnih enačbah s šestimi singularnimi točkami«, Razprave SAZU, 1: 7–38, 1950, COBISS 7491929
2. Sur les theoremes des Klein dans les aquations differentielles lineares, Proc. Internat. Congres Math. New York 1950.
3. »Elementaren dokaz neke formule za površino lika na krogli«, Razprave SAZU, 4\2: 28, 1952, COBISS 11755269
4. Über eine Eingeschaft der Kugel, Math. Zeitschr. 1954.
5. Sur une generalisation de theoreme de Mandelbrojt-Mac Lane aux functions harmoniques et sousharmoniques, Bull. soc. math. phys. 1954.
6. Sur la solution de H. Pollard du probleme d'approximation de s: Bernstein, Pariz, Comptes rendus hebdomadaires des seances de l'academie des sciences 1954.
7. Über eine Vermutung von Kaplansky, Math. Zeitsch. 1955.
8. Eine metrische Kennzeichung der selbstadjungierten Operatoren, Math. Zeitsch. 1956.
9. Queques proprietes de la norme dans les algebres de Banach, Publ.inst. math. 1956.
10. Construction de queques formes lineaires positives, Publ. inst. math. 1957.
11. Le spectre du produit a*a de deux elements a et a* verifiant la relation aa* - a*a = e, Glasnik mat. fiz. astr. 1957.
12. Über die Darstellung der positiven Funktionale, Math. Zeitschr. 1958.
13. »On some regular rings«, Publ. inst. math., 13: 73–80, 1959, COBISS 7489625
14. »Zur Axiomatic des Hilbertschen Raumes«, Math. Zeitschr., 71: 458–460, 1959, COBISS 9540185
15. Sur un systeme d'aksiomes caracterisant les algebres C*, Glasnik mat. fiz. astr. 1961.
16. O Bohr-Sommerfeldovih postulatih, Bull. soc. math. phys. Serbie 1962.
17. On idempotent operators in a Hilberts space, Publ. inst. math. 1964.
18. Existence and uniqueness of nonnegative eigenfunctions of the Boltzman operator, J. math. anal. appl. 1968.
19. Spectra of perturbert semigroups with applications to transport theory, J. math. anal. appl. 1970.
20. Diffeomorphisms of Euclidean spaces, Glasnik mat. fiz. astr. 1970.
21. Modules over regular rings, Math. Balkanica 1971.
22. »Linearized Boltzmann equation in spaces of measures«, Math. Balkanica, 3: 514–529, 1973, COBISS 7492953
23. The group of isometries and the structure of a finite-dimensional Banach space, Linear alg. appl. 1976.
24. The norm of the sum of two projections, Proc. Amer. Math. Soc. 1977.
25. »Role of the Wiener-Knichim theorem in statistical mechanic«, Z. angew. Math. Phys., 29 (1): 23–34, 1978, COBISS 7492185
26. On entire matrix-valued functions, Linear alg. appl. 1978.

### Strokovni članki
1. »O distribucijah«, Obzornik mat. fiz., 1 (2): 46–49, 1951, COBISS 9516889
2. »O konveksnih krivuljah«, Obzornik mat. fiz., 1 (3): 81–89, 1951, COBISS 9516633
3. »O številu {\displaystyle \pi }«, Obzornik mat. fiz., 1952, COBISS 9517401
4. »O praštevilih«, Obzornik mat. fiz., 2 (4–5), 1952, COBISS 9517145
5. O Eulerjevi funkciji gama, Obzornik mat. fiz. 1953.
6. O quasiperiodičnih funkcijah, Obzornik mat. fiz. 1953.
7. Obseg K (√5), Obzornik mat. fiz. 1953.
8. O porazdelitvi reduciranih ulomkov, Obzornik mat. fiz. 1953.
9. Moderna algebra in kvantna mehanika, Obzornik mat. fiz. 1956.
10. O matematiki na Poljskem, Obzornik mat. fiz. 1956.
11. Vektorji - vir pomembnih matematičnih pojmov, Obzornik mat. fiz. 1957.
12. Število {\displaystyle \pi } na deset tisoč decimalk, Obzornik mat. fiz. 1957.
13. O definiciji določenega integrala, Obzornik mat. fiz. 1961.
14. Racionalna in iracionalna števila, Obzornik mat. fiz. 1962.
15. O rekurzivnih funkcijah, Obzornik mat. fiz. 1963.
16. O kategorijah in funktorjih, Obzornik mat. fiz. 1964.
17. »Vloga grup v elementarni matematiki«, Obzornik mat. fiz., 16 (1): 1–4, 1969, COBISS 10058841
18. Kaj verjamemo v matematiki, Celje, Meje spoznanja MD 1974.
19. Splošna topologija, Obzornik mat. fiz. 1976.
20. »O funkciji [x] in komplementarnih zaporedjih naravnih števil«, Obzornik mat. fiz., 27 (3): 67–73, 1980, COBISS 4787033
21. »Afina geometrija«, Obzornik mat. fiz., 29 (3): 65–72, 1982, COBISS 10095449
22. »O nerešljivem problemu«, Obzornik mat. fiz., 29 (4): 101–102, 1982, COBISS 10096217
23. »O kongurentnih številih«, Obzornik mat. fiz., 33 (1): 1–8, 1987, COBISS 10099033
24. »Kubične krivulje«, Obzornik mat. fiz., 34 (1–2): 9–21, 1987, COBISS 10099545
25. Razmišljanja o matematiki, Obzornik mat. fiz. 1989.
26. »Zaporedja celih števil«, Obzornik mat. fiz., 37 (3): 65–73, 1990, COBISS 17810434
27. Heronovi trikotniki in diofantske enačbe, Obzornik mat. fiz. 1991.
28. »Z logiko proti protislovjem : "formalizacija"«, Delo, 34 (108): 8, 6. julij 1992, COBISS 32672256
29. »O neki posplošitvi Heronovega obrazca«, Obzornik mat. fiz., 46 (5): 129–135, 1999, COBISS 9223001
30. »Heronovi trikotniki z racionalnimi težiščnicami«, Obzornik mat. fiz., 48 (4): 97–108, 2001, COBISS 10912857

### Poljudnoznanstveni članki
1. »Kako razrežemo kvadrat na same ostrokotne trikotnike«, Presek, 4 (2): 116–117, 1976, COBISS 5837145
2. »Nemogoč problem«, Presek, 9 (2): 73-74/182-186, 1981, COBISS 6874713
3. »O številu 13«, Presek, 13 (2): 66–69, 1985, COBISS 10096729
4. »Ulomki s števcem 1«, Presek, 14 (1): 4–7, 1986, COBISS 10099289
5. »Rešitve enačbe x3 + y3 + 1 = xyz v naravnih številih«, Presek, 17 (5): 258–262, 1990, COBISS 5840729
6. »Ravninske množice, v katerih se izražajo razdalje med točkami s celimi števili«, Presek, 19 (5): 262–266, 1992, COBISS 59091456
7. »Števila, ki so vsote dveh kubov«, Presek, 20 (4): 226–231, 1992, COBISS 10109785
8. »Koliko je ura?«, Presek, 20 (6): 328–329, 1993, COBISS 6986329
9. »Teorija števil in verjetnostni račun«, Presek, 21 (5): 264–271, 1994, COBISS 5840217
10. »O številu pi«, Presek, 22 (2): 68–69, 1994, COBISS 105143552
11. »Kako razrežemo kvadrat na trikotnike z racionalnimi stranicami«, Presek, 22 (5): 282–286, 1995, COBISS 105167616
12. »Trikotniki s posebno lastnostjo«, Presek, 23 (1): 19/83-85, 1995, COBISS 9592921
13. »O delitvi dediščine«, Presek, 23 (5): 270–276, 1996, COBISS 105328384
14. »O deljenju z ostankom in še o čem«, Presek, 24 (4): 206–209, 1997, COBISS 7277657
15. »Rešitev enačbe x2 + y2 = 10n (x + y) v naravnih številih«, Presek, 25 (6): 332–336, 1998, COBISS 8162393
16. »O premočrtnem in krožnem gibanju«, Presek, 26 (2): 86–90, 1998, COBISS 8386649
17. »Kako ugotovimo, da je naravno število sestavljeno, preden ga razstavimo?«, Presek, 25 (3): 130–136, 1997, COBISS 7863897
18. »Katera praštevila so vsota dveh kvadratov naravnih števil?«, Presek, 27 (2): 68–71, 1999, COBISS 9169241
19. »O perfektnih (popolnih) kvadrih«, Presek, 28 (3): 140–147, 2001, COBISS 10298969
20. »Tetraedri s ploščinsko enakimi mejnimi ploskvami«, Presek, 30 (1): 26–31, 2002, COBISS 11892569
21. »Sylvestrov izrek«, Presek, 30 (4): 200–205, 2003, COBISS 12313945
22. »Številka Tonetove osebne izkaznice«, Presek, 35 (2): 7/11-12, 2007, COBISS 14505305
23. »O delitvi dediščine«, Presek, 35 (4): 4–7, 2008, COBISS 14651993

### Recenzije
1. »Grasselli Josip, Algebraična števila, Ljubljana DMFA 1982, Matematika-fizika 19«, Obzornik mat. fiz., 30 (4): 129, 1983, COBISS 7180377
2. »Suhadolc Anton, Linearni topološki prostori, 2. del, Ljubljana, DMFA 1987, Postdiplomski seminar iz matematike 16«, Obzornik mat. fiz., 35 (4): 114, 1988, COBISS 7219033
3. »Rédei L., Endliche p-gruppen, Akadémiai Kiadó, Budapest 1989«, Obzornik mat. fiz., 37 (1): 10, 1990, COBISS 7236185
4. »Prijatelj N., Osnove matematične logike, 2. del, Formalizacija ...«, Obzornik mat. fiz., 39 (4): 126–127, 1992, COBISS 63755008
5. »N. Prijatelj, Uvod v matematično analizo, 2. del. Matematika-fizika. Zbirka univerzitetnih učbenikov in monografij. DMFA, Ljubljana, 1999. Str. 381«, Obzornik mat. fiz., 47 (3): IV, 200, COBISS 9729881